# Багужис, Миндаугас
Миндаугас Багужис (лит. Mindaugas Bagužis; 10 апреля 1983, Плунге) — литовский футболист, центральный защитник.

## Биография
Начинал заниматься футболом в родном городе в клубе «Бабрунгас». В 2001 году сыграл первые матчи на взрослом уровне во втором дивизионе Литвы. Летом 2002 года перешёл в клуб «Сакалас» (Шяуляй), в его составе дебютировал в высшем дивизионе 3 августа 2002 года в матче против «Невежиса». Проведя год в «Сакаласе», летом 2003 года ненадолго вернулся в «Бабрунгас».
В 2004 году перешёл в сильнейший клуб Литвы тех времён — «ФБК Каунас». В первом сезоне сыграл 8 матчей в высшей лиге и стал чемпионом Литвы. В 2005 году половину сезона провёл на правах аренды в клубе высшей лиги «Шилуте», а другую половину — в «Каунасе», с которым завоевал серебряные медали. В 2006 году закрепился в основном составе клуба и в следующих двух сезонах снова становился чемпионом страны. В 2008 году сыграл только 10 матчей за «Каунас» и стал серебряным призёром чемпионата. Неоднократный обладатель Кубка Литвы (2004, 2005, 2008). За время выступлений в «Каунасе» регулярно участвовал в еврокубках, сыграл 13 матчей в Лиге чемпионов и 5 матчей в Лиге Европы.
В 2009 году «Каунас» по организационным причинам отказался от участия в высшем дивизионе и футболист пробовался в клайпедском «Атлантасе», но в итоге провёл сезон в клубе второго дивизиона «Шилуте». В 2010 году вернулся в «Каунас», который выступал во втором дивизионе и стал его победителем, выиграв все 27 матчей. В 2011 году играл в высшем дивизионе за клуб «Круоя» (Пакруойис).
В 2012 году перешёл в клуб чемпионата Латвии «Металлург» (Лиепая), в течение сезона был основным игроком, стал серебряным призёром чемпионата и финалистом Кубка Латвии. За «Металлург» сыграл 4 матча в Лиге Европы. С 2013 года в течение трёх сезонов выступал в чемпионате Эстонии за «Калев» (Силламяэ), сыграл 70 матчей в лиге и в 2014 году стал вице-чемпионом страны. За эстонский клуб в 2014 году сыграл 4 матча в Лиге Европы.
После возвращения на родину провёл четыре сезона в клубе «Паланга». В первых двух сезонах играл в первой лиге, в которой в 2016 году со своим клубом занял второе место, а в 2017 году стал победителем. С 2018 года до конца карьеры играл в высшей лиге.
Всего в высшей лиге Литвы сыграл 190 матчей и забил 10 голов. С учётом выступлений в Латвии и Эстонии провёл в высших дивизионах 287 матчей и забил 15 голов.
Вызывался в молодёжную сборную Литвы, сыграл 3 матча в отборочном турнире молодёжного чемпионата Европы.

## Достижения
- Чемпион Литвы: 2004, 2006, 2007
- Серебряный призёр чемпионата Литвы: 2005, 2008
- Обладатель Кубка Литвы: 2004, 2005, 2007/08
- Обладатель Суперкубка Литвы: 2006
- Серебряный призёр чемпионата Латвии: 2012
- Финалист Кубка Латвии: 2011/12
- Серебряный призёр чемпионата Эстонии: 2014